# 苻靚
苻靚（?—?），中國五胡十六國時代人物，前秦开国皇帝苻健的第二子。
前秦皇始元年（351年）正月二十日，苻健即天王、大单于位，立国号为大秦，改年号为皇始，封苻靚为平原公。次年，苻靚进封平原王。苻靚的三弟苻生被废，苻坚称天王，他的七弟淮阳公苻腾、八弟晋公苻柳、十弟魏公苻廋、十一弟燕公苻武、十二弟赵公苻幼先后反对苻坚而被杀，史书没有记载苻靚以后的事迹。